# Système d'automatisation de l'exploitation des trains

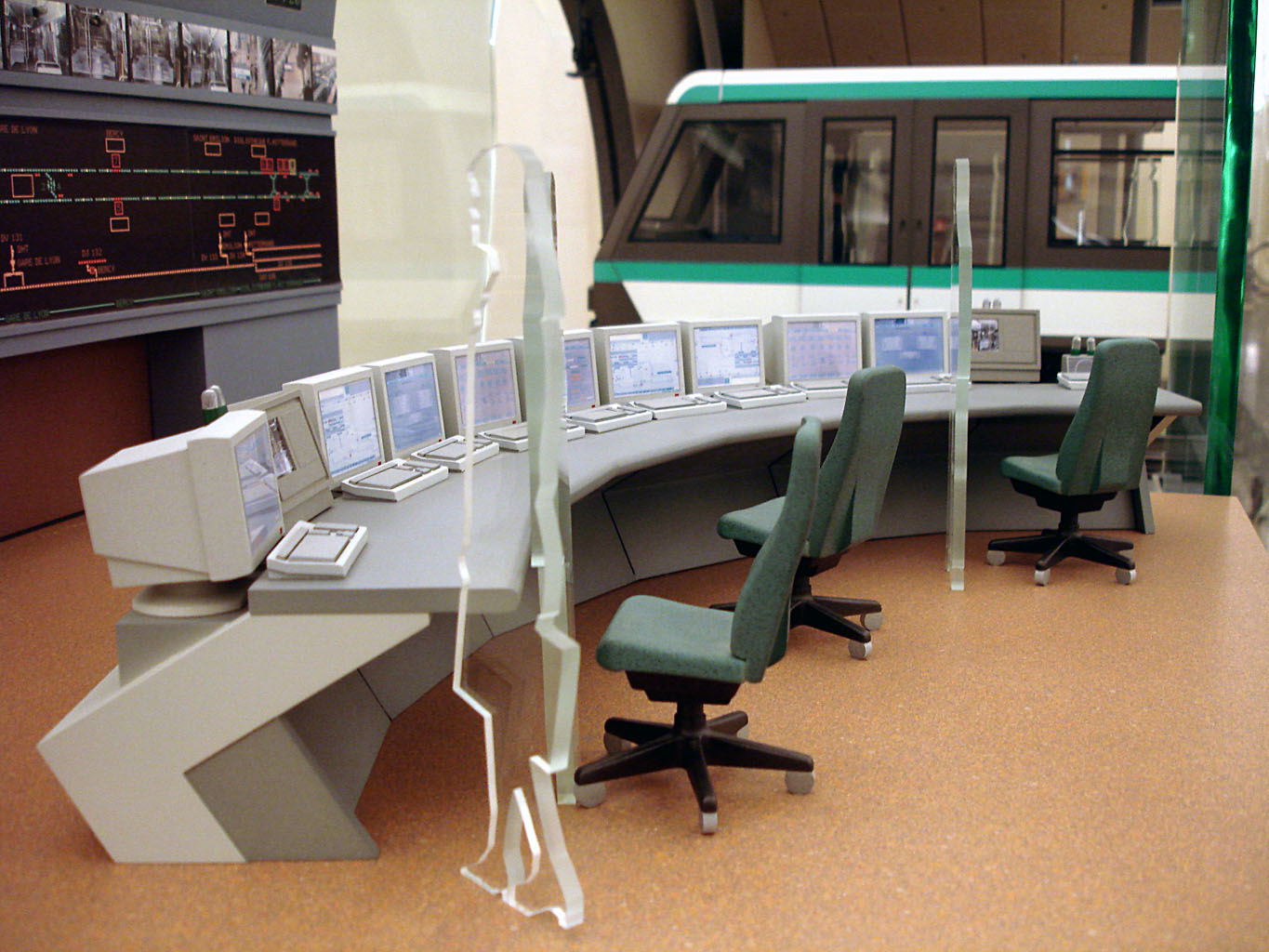
Maquette du PCC de la ligne 14.

Le système d'automatisation de l'exploitation des trains (SAET) est le système d'automatisation intégrale utilisé par la RATP pour l'exploitation des rames sur les lignes 1, 4 et 14 du métro de Paris.

## Histoire

### Milieu des années 1960
Au milieu des années 1960 l'automatisation va être mise en place pour le RER dans le cadre du Plan Calcul et du premier premier schéma directeur d'aménagement et d'urbanisme de la région parisienne (SDAURP) de 1965, conçu sous l'autorité de Paul Delouvrier, qui prévoit trois lignes principales, sur 260 kilomètres. Entre 1964 et 1967 émerge à la RATP "une remise en cause radicale des modalités de fonctionnement du réseau" en raison de la dégradation du service, qui déclenche une volonté d’automatisation industrielle pour pallier les problèmes des rapports sociaux de travail.
Louis Guieysse, chef du service des études techniques à la RATP, explique dans une revue professionnelle en février 1969 que c'est finalement "l'automatisation de la distribution et du contrôle des titres de transport" qui justifie d'équiper "chaque station ou groupe de stations d’un petit calculateur", centralisant "en temps réel toutes les informations sur les ventes de billets et sur le passage des voyageurs". Pilier de cette innovation, un "réseau de transmission de données" reliant, "dans un temps record", les calculateurs de péages à ceux des lignes et au "système central de gestion". Ce réseau entre tous ces miniordinateurs permet de "renseigner directement le système central de gestion de l’entreprise, en temps réel ou faiblement différé", sur le trafic des voyageurs, tandis que les calculateurs "possèdent de leur côté toutes les informations sur les mouvements des trains". Louis Guieysse deviendra par la suite directeur général adjoint de la RATP.
Ce projet va utiliser 54 ordinateurs CII 10010, couplés avec des Philips P 9201, la maison-mère CII ayant largement participé à la conception et à la construction du système automatisé du RER. En février 1971, la RATP annonce qu'il n'y aura plus de poinçonneur  dans le métro à partir de 1974, à la suite de l'expérience réussie d'automatisation du péage dans le nouveau RER et on présente déjà l'étape suivante, des rames automatisées sans conducteurs.

### Milieu des années 1990
Le SAET a été développé en Ada au milieu des années 1990 dans le cadre de la création de la ligne 14. Le projet prévoyait en effet la création d'une ligne entièrement automatique.
Le marché concernant les automates de la ligne 14 avait été attribué par la RATP à Matra Transport International (devenu Siemens Mobility), alors filiale commune de Matra et Siemens, qui a donc entièrement conçu le système. La RATP, maître d'œuvre du projet, a assuré la validation du SAET en sécurité ferroviaire et a veillé au respect des spécifications et de la qualité du projet.
Les tests du SAET ont été réalisés sur une base d'essais spécialement créée sur les voies de la petite ceinture.
À sa livraison, le logiciel SAET était l'un des plus gros logiciels de sécurité jamais écrit dans le domaine ferroviaire.
La RATP assure la maintenance du matériel roulant et des installations fixes du système.
Le 26 février 2024, une nouvelle version du système d'exploitation dénommée « SAET NG » est déployée sur la ligne 14, après deux semaines d'interruption du trafic. Celle-ci permet de gérer jusqu'à 65 trains simultanément avec une fréquence de 80 secondes, nécessaire à l'exploitation du prolongement de la ligne dans le cadre du Grand Paris Express.

### Incidents
Depuis l'ouverture de la ligne 14 en 1998, plusieurs défaillances du système ont provoqués un blocage des rames sur les lignes équipés.
Figurent ci-dessous des exemples non exhaustifs d'incidents majeurs : 
Le 22 janvier 2016 à 16 h 55, une panne du SAET bloque la totalité des 41 rames en circulation de la ligne 1, dont 16 qui étaient dans les tunnels entre les stations. Le service ne reprend que le lendemain à 8 h 30 après deux heures de marche à blanc. L'origine de la panne est due à la défaillance d'un équipement réseau (switch/commutateur) à la station Porte de Vincennes qui a entraîné la défaillance du réseau de données de la ligne 1.
Le 13 mars 2017 à 18 h 25, pour des raisons inconnues, deux rames de la ligne 14 cessent subitement de transmettre leur position au poste de commande centralisé (PCC) de la ligne ce qui a entrainé la coupure de sécurité automatique du SAET. Pendant près d'une heure, les agents ont tenté de localiser ces deux rames afin de procéder à l'évacuation.  
Le 31 juillet 2018 à 20 h 10, une panne du SAET bloque pendant près de deux heures la ligne 1. Cinq voyageurs ont dû être pris en charge par les pompiers pour un malaise en raison de la chaleur élevée dans les rames bloquées. La RATP s'est ensuite excusée pour cette panne par un communiqué.
Le 29 août 2018 à 19 h, à la suite d'un incident électrique survenu sur la ligne 14, l'ensemble des rames sont bloquées pendant près d'une heure et demie. Mais compte tenu de la défaillance s'étant produite un mois plus tôt sur la ligne 1, la RATP a pris en dix minutes la décision de procéder à l'évacuation des rames qui s'est faite dans le calme.
Le 17 septembre 2019 à 21 h 50, à la suite d'une avarie technique sur la ligne 1, une rame s'élance à pleine vitesse depuis la station Tuileries sans marquer d’arrêt à Concorde, Champs-Élysées - Clemenceau et Franklin D. Roosevelt avant de s’arrêter brusquement juste devant une autre rame stationnée à George V, provoquant la frayeur de certains passagers. À la suite de cet incident, un retour d'expérience est demandé par Valérie Pécresse pour établir les circonstances de l'incident. La RATP répond le lendemain via un communiqué en affirmant qu'il n'y a eu à aucun moment la mise en danger des voyageurs. En effet, le système de sécurité automatique du SAET a immédiatement détecté l'anomalie, ce qui a entraîné l’arrêt de la rame pour éviter une collision avec un autre train. De son côté, la RATP a assuré que le système de sécurité a parfaitement fonctionné et que cet incident était dû à une erreur de programmation de la rame concernée.

## Fonctionnalités
Le système autorise un intervalle théorique de 75 secondes entre deux navettes. Il permet d'adapter en temps réel le niveau de service à celui de la demande, et ainsi de répondre à un afflux soudain de voyageurs, quel que soit l'horaire, par la mise en service de rames supplémentaires.
Les deux grandes particularités du SAET, qui le distinguent des systèmes fermés comme le véhicule automatique léger (VAL), sont la « mixité du trafic » et la « non-polarisation des rames », autrement dit chaque rame est indépendante et peut communiquer avec les autres. La mixité du trafic permet de faire circuler simultanément sur une ligne des rames à conduite automatique intégrale et d'autre rames à conduite manuelle ou semi-automatique. Cette possibilité a notamment été mise à profit lors de l'automatisation de la ligne 1 du métro parisien, quand les rames MP 89 CC et MP 05 cohabitèrent pendant la période transitoire en 2012. Elle a également été mise à profit lors de l'automatisation de la ligne 4 du métro parisien en mettant en cohabitation des rames MP 89 CC avec des rames MP 89 CA, MP 05 et MP 14. La non-polarisation des rames permet de ne pas tenir compte du sens d'une rame automatique avant son introduction sur la ligne.
Le SAET permet de garer les rames en station lors des arrêts de service (la nuit par exemple), ce qui fait qu'une ligne équipée de ce système démarre à la même heure dans quasiment toutes les stations, et non en fonction du premier départ du terminus. Mais cela oblige à déplacer les rames en stationnement lors de services spéciaux la nuit, comme ceux de l'Association d'exploitation du matériel Sprague (ADEMAS).
Le SAET gère également des télécommandes sécurisées. Celles-ci sont utilisées en mode d'exploitation dégradé à la suite d'un incident d'exploitation. Elles permettent par exemple d'imposer aux rames automatiques des limitations temporaires de vitesse sur une partie de voie.
Parmi les risques ferroviaires classiques gérés par le système, figurent le rattrapage, la « prise en écharpe » et le « nez à nez ».

## Technique

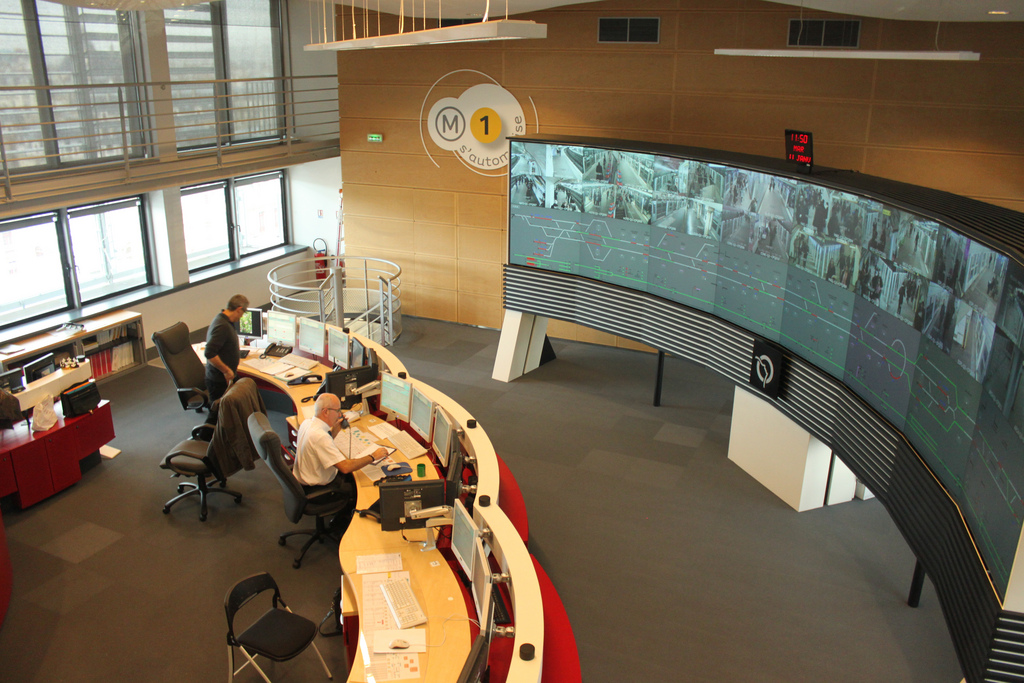
Le poste de commandes centralisées de la ligne 1.

Le système se compose de six grands sous-systèmes différents :
- le pilotage automatique avec des équipements fixes et embarqués ;
- les postes de commande centralisée (PCC) ;
- la signalisation, qui assure la sécurité des circulations sur la ligne ;
- la logique de traction, qui veille à la distribution du courant sur la ligne ;
- les façades de quai, qui isolent les voyageurs de la voie ;
- les moyens audiovisuels incluant les caméras embarquées à bord des navettes, les caméras en station ainsi que l'ensemble des interphones, tous reliés au PCC.

Pour le pilotage automatique des rames, le SAET fait appel à la technique numérique, également employée par la ligne D du métro de Lyon (Maggaly) : le processeur principal du SAET, codé sur 48 bits est l'élément central du pilotage automatique. Il utilise la sécurité probabiliste, s'éloignant du modèle VAL, basé lui sur la sécurité intrinsèque. L'ensemble des calculateurs sont redondés et les circuits de pilotage sont séparés des circuits d'informations voyageurs permettant en cas de panne du système de pilotage d'entrer en contact avec les voyageurs.

### Le pilotage automatique
Les différents sous-systèmes du SAET sont reliés par un réseau informatique longue distance en fibre optique offrant des débits de 10 mégabits par seconde (1 gigabit par seconde pour le SAET L1). Y sont connectés :
- l'équipement centralisé au PCC de la ligne ou PAL (pilotage automatique ligne) chargé de l'envoi des commandes de sécurité, de la gestion de la LTnum (logique de traction numérique), et du recensement de la position des rames ;
- les équipements PAS (pilotage automatique section) centralisés (pour les lignes 1 et 4) et décentralisés en station (pour la ligne 14) qui gèrent notamment les commandes liées à la gestion de l'espacement entre les rames et l'échange d'informations avec les balises au sol.

Les PAS gèrent également le commande et le contrôle des équipements de terrain (signalisation, équipement traction, Façades de quai). Sur la ligne 1, les PAS étant centralisés, des MES (modules d’entrée/sortie) déportés sont installés en ligne. 
À l'ouverture de la ligne 14 en 1998, on trouvait cinq PAS entre Madeleine et Bibliothèque François-Mitterrand. À chaque PAS est associé des équipements TST (transmission sol-rames), eux-mêmes raccordés aux « tapis de transmission » qui permettent les communications entre les rames et le PAS. 
Sur la voie, des balises de relocalisation télé-alimentées depuis les navettes via une antenne embarquée (AnBAL) permettent de recalibrer l'information de distance parcourue calculée à bord des rames grâce à l’équipement embarqué qu’est « la roue phonique ». Ces balises sont multipliées aux abords des stations de façon à disposer d'une information parfaite pour le calcul de la distance d'arrêt de la rame qui doit se positionner à plus ou moins 25 cm des portes palières. En cas de dépassement et si cet écart ne dépasse pas 1,45 mètre, les portes de la rame s'ouvriront et les usagers devront emprunter les portes de secours des portes palières. Au-delà de cet écart la rame redémarre jusqu'à l'arrêt suivant.
Les PAS dialoguent en continu avec les unités PAE (pilotage automatique embarqué) installées dans les rames.
Le dialogue se fait par ondes radio avec un tapis de transmission sur la ligne 14 et via des antennes radio sur les lignes 1 et 4. Trois fréquences sont utilisées. Les PAS utilisent une première fréquence avec des débits de transmission de 4 800 bit/s ; les rames répondent sur les deux autres fréquences avec un débit de 2 400 bit/s.
À bord des rames, on trouve deux unités PAE en redondance : une seule est active, l'autre étant là en secours. Les équipements au sol sont également redondés (PAS, PAL, MES) chacun de ces équipements disposant de deux unités  : une active et l'autre passive.

### Le cantonnement
Le cantonnement conçu pour le système superpose à un découpage classique en cantons fixes (sur un principe de circuit de voie), protégés par une signalisation latérale, un second découpage en cantons dit « virtuels ». Pour les rames non équipées (les rames non automatiques), l'ensemble des cantons virtuels du canton classique occupé sont occupés. Pour les rames équipées du SAET, seul le canton virtuel est occupé et le reste du canton fixe est considéré comme libre.
Pour gérer les cantons virtuels, les rames envoient en permanence au SAET leur position. Le SAET répond alors à la rame en lui donnant la cible à atteindre qui peut être l'arrêt, le ralentissement, etc. Les sections d'automatismes successives se chevauchent, permettant aux rames d'être toujours en contact avec le sol. Lorsqu'une rame est sur une intersection de sections, elle reçoit de chaque section deux objectifs différents et choisit alors l'objectif le plus permissif.
À chaque début de section, si le SAET ne parvient pas à établir de communication avec une rame, celle-ci est alors considérée comme non équipée pour le SAET (en conduite manuelle par exemple) et sera alors prise en charge par le cantonnement classique, et chaque canton virtuel de chaque canton classique qu'elle occupe sera considéré comme occupé.

### Non-polarisation des rames
Chaque rame possède une et une seule antenne à l'une de ses extrémités. Les positions de garage possèdent une balise de relocalisation à chaque extrémité et sont encadrées par des détecteurs négatifs (DN) permettant de créer des barrières optiques composées d'une cellule émettrice et d'une cellule réceptrice à base de rayon infra-rouge. En fonction de la balise de garage qui communique avec l'antenne de la rame et l'occultation ou non des DN, le SAET est capable de déterminer la polarité de la rame lorsque celle-ci est activée.

### Postes de commande centralisé
Les postes de commande centralisés permettent d'assurer le commande et le contrôle du système SAET et assurent l'ensemble des Interactions homme-machine.
Les équipements de ces postes sont composés de modules clients et de serveurs eux-mêmes en interaction avec les différents équipements qui composent le systèmes SAET (PAS, PAL, etc…).
Le système informatique d'origine de la ligne 14 reposait sur le système d'exploitation OpenVMS.